# Gustaf Rydén i Jönköping
Lars Gustaf Rydén (i riksdagen kallad Rydén i Jönköping), född 30 april 1821 i Bergunda församling, Kronobergs län, död 14 november 1882 i Jönköpings västra församling, var en svensk bankdirektör och riksdagsman.
Han blev student vid Lunds universitet 1839 och vid Uppsala universitet 1843. Han lät prästviga sig 1844 men var aldrig verksam som präst vid någon ordinarie tjänst och tog definitivt avsked från prästämbetet 1869. Han var verkställande direktör vid Smålands enskilda bank i Jönköping. 
Rydén var ledamot av riksdagens första kammare 1874 för Jönköpings län.